# Freiberg
Pour les articles homonymes, voir Freiberg (homonymie).
Freiberg est une ville du land de Saxe, en Allemagne. C'est la préfecture de l'arrondissement de Saxe centrale (Landkreis Mittelsachsen en allemand).

## Histoire
| Appartenances historiques Margraviat de Misnie 1162-1423 Électorat de Saxe 1423-1485 Duché de Saxe 1485-1547 Électorat de Saxe 1547-1806 Royaume de Saxe 1806–1871 Empire allemand 1871–1918 République de Weimar 1918–1933 Reich allemand 1933–1945 Allemagne occupée 1945–1949 République démocratique allemande 1949–1990 Allemagne 1990–présent |

La ville a été fondée en 1162, et a été un centre de l'industrie minière dans les monts Métallifères pendant des siècles. Elle vécut longtemps de l'exploitation de son sous-sol d'où l'on extrayait divers minéraux (argent, cuivre, plomb, zinc, fluorine, spath et agate). Un symbole de cette histoire est l'École des mines de Freiberg, fondée en 1765 : il s'agit de l'une des plus anciennes écoles d’ingénieur d’Europe et l'université des mines et de la métallurgie la plus ancienne dans le monde.
C'est dans un puits de mine de Freiberg que Ferdinand Reich mit en évidence la déviation vers l'est d'un corps en chute libre en 1833.

## Démographie
En janvier 2010, la ville comptait 40 528 habitants.
| Année      | nb. d'habitants | Année | nb. d'habitants | Année | nb. d'habitants |
| ---------- | --------------- | ----- | --------------- | ----- | --------------- |
| avant 1471 | 4 845           | 1870  | env. 21 600     | 1966  | env. 48 400     |
| 1474       | 4 112           | 1880  | env. 25 300     | 1972  | 50 549          |
| 1499       | 5 603           | 1885  | env. 26 000     | 1984  | 50 964          |
| 1515       | 6 380           | 1890  | env. 29 000     | 1988  | env. 51 600     |
| 1533       | 8 480           | 1905  | env. 30 600     | 2002  | env. 44 533     |
| 1546       | 9 228           | 1910  | env. 36 200     | 2003  | 44 105          |
| 1776       | env. 7 800      | 1946  | 42 278          | 2004  | 43 683          |

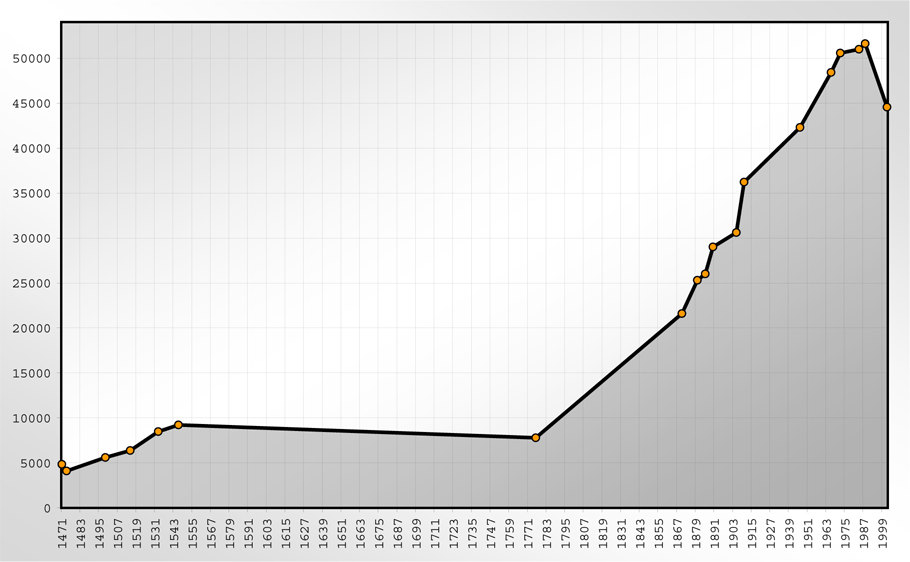
Expansion démographique de Freiberg.

Source: Stadt- und Bergbaumuseum Freiberg, 6e série, 1986.
Au 17 mai 1939, le recensement donnait exactement 35 712 habitants, dont 16 302 hommes et 19 410 femmes.

## Économie
- Brasserie Freiberger Brauhaus.

## Monuments et musées
- La cathédrale de Freiberg est une église luthérienne protestante située à Untermarkt. Avant la Réforme, l'église était une collégiale. L'église de style gothique flamboyant fut érigée entre 1490 et 1501 pour remplacer l'ancienne église romane détruite par le feu. Elle est l’une des plus riches églises de Saxe et abrite d’importantes œuvres d'art, telles que la Porte d'Or, la chaire de tulipes et le chœur conçu pour le cimetière de la branche albertine.

Dans la cathédrale, trône un des plus célèbres orgues baroques allemands, fabriqué en 1714 par Johann Gottfried Silbermann. Des enregistrements de nombreux artistes célèbres se déroulent sur l'orgue, qui est un des derniers instruments du maître en bon état de conservation, ayant été restauré en 1985.
La musique de Jean-Sébastien Bach y est fréquemment jouée.
- Le château de Freudenstein (de) avec la collection de minéraux de l'École des Mines. On y trouve également l'exposition de minéraux terra mineralia (de). Les objets exposés - minéraux, pierres précieuses et météorites du monde entier - ont été remis à l'Université technique de la Bergakademie de Freiberg en 2004 par Erika Pohl-Ströher (de) pour un prêt permanent. L'exposition terra mineralia a ouvert ses portes en octobre 2008 et est l'une des plus grandes expositions de minéraux au monde avec plus de 3 500 objets exposés.

## Jumelages
- Amberg (Allemagne) ;
- Clausthal-Zellerfeld (Allemagne) ;
- Darmstadt (Allemagne) ;
- Delft (Pays-Bas) terminée en 2018 ;
- Gentilly (France) depuis 1960[3] ;
- Ness Ziona (Israël) ;
- Příbram (Tchéquie) ;
- Wałbrzych (Pologne) ;
- Soisy-sous-Montmorency (France).